# 湖林公園市 (華盛頓州)
湖森林公园市（英語：Lake Forest Park），是美国华盛顿州金县下属的一座城市。根据 2000年美国人口普查，该市有人口13,142人。根据2010年美国人口普查，该市有人口12,598人。而2011年估计该市有12,849人。